# П'єр-Огюст Ренуар
П'єр-Огю́ст Ренуа́р (фр. Pierre-Auguste Renoir; 25 лютого 1841, Лімож — 3 грудня 1919) — французький художник. Представник французького імпресіонізму, що пізніше відійшов від цієї мистецької течії.

## Життєпис
Народився 25 лютого 1841 в Ліможі, розташованому на півдні Центральної Франції. Був шостою дитиною небагатого кравця на ім'я Леонар та його дружини, Маргарити Мерле.
У 1844 Ренуари перебралися в Париж, де підліток Огюст влаштувався у церковний хор при великому соборі Сен-Есташ. У нього виявився настільки чудовий голос, що регент хору Шарль Гуно, намагався переконати батьків хлопчика віддати його учитися музиці і співу. Однак крім цього у Огюста проявилися художні здібності. Бідність родини спонукала хлопця в 13 років допомагати родині, влаштувавшись до майстра, у якого навчився розписувати порцелянові тарілки квітами. До 19 років Огюст піднявся до підмайстра, який розмальовував ширми, завіси, шафи. Вечорами Огюст відвідував школу живопису. Життя в Парижі подарувало йому знайомство з музеєм Лувр. Відсутність доброї освіти юнак мимоволі компенсував копіюванням картин Лувра, які теж продавав.

### Ренуарова «теорія поплавка»
Згодом він, скалічений бідністю, вигадав для себе «теорію поплавка». Відсутність доброї освіти, що спотворила його свідомість, викинула геть із його теорії поплавка усе героїчне і прагнення копіювати поведінку шляхетних персонажів книжок. Ренуар порівнював себе з поплавком, котрого несе потік. Ніякого спротиву чи руху проти потоку. Міщанська свідомість Ренуара обмежила і його поведінку, і його смаки, котрі не йшли далі прагнень заробити і витратитися на задоволення. Саме через це Ренуар так залюбки писатиме натюрморти та сценки з їжею, обідом в кафе чи в родині, в сільській корчмі. Серед цих композицій — «В корчмі», (1866), Національний музей Стокгольм, «Обід», (1879), Фонд Барнса, Університет Лінкольн, Меріон, США, «Після обіду», (1879), Штеделівський художній інститут, «Сніданок в солом'яних брилях», (1881), колекція Філіпс, США, нарешті пізній твір «Обідня пора у Берневалі», (1898), можливо найкраща картина побутового жанру в творчості митця.
Він відмовився від сюжетів у картинах, а всі пізні твори — спрощена художня продукція, невеликі картини на невибагливі смаки з безконечними жінками і неприхованою еротикою. Ця безсюжетна продукція — експлуатація власної популярності і аби сподобатись споживачу.

### Майстерня Шарля Глейра
З 1861 він учень майстерні художника Шарля Глейра, що походив з Швейцарії. Ренуар почав підготовку до іспитів в Школу красних мистецтв. Серед учнів Глейра на той час — Фредерік Базиль, Клод Моне, Альфред Сіслей.

### Приятель Базиль і коханка Ліза Трео

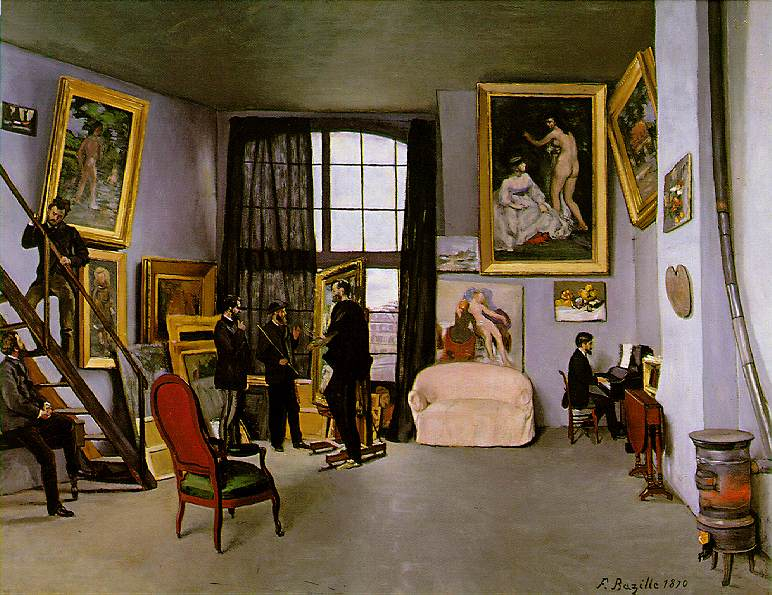
Майстерня Фредеріка Базиля

Особливо добрі стосунки склалися у Ренуара з Фредеріком Базилем. Той походив з заможної родини і ні в чому не був схожим на бідняка Ренуара. Серед приятелів Ренуара — Фредерік був єдиним, хто мав справжню художню майстерню. Особа доброзичлива, Фредерік Базиль фінансово підтримував приятелів, дозволивши працювати в своїй майстерні Клоду Моне і Ренуару. Серед перших портретів, що створив Фредерік Базиль, і портрет Ренуара, як свідоцтво їх молодої дружби.
У 1865, в домі свого товариша, художника Жюля Ле Кера, він познайомився з 16-річною дівчиною Лізою Трео, яка незабаром стала коханкою Ренуара та його улюбленою моделлю. Саме Ліза була моделлю для картин " Ліза з парасолькою ", «Алжирська жінка», «Купання», «Літо». Не схильний до одруження Ренуар не міг узяти шлюб ще й через невизнання. Охолодженню стосунків сприяли і війна (Франко-прусська), і мобілізація Ренуара — той відбув у піхотний батальйон. Демобілізація художника з армії у 1871 році стосунки не покращила. Їх зв'язок тривав до 1872 р., коли Ліза залишила Ренуара і вийшла заміж за іншого.
Війна принесла ще одну втрату — загинув Фредерік Базиль у віці 28 років. А Французько-прусська війна закінчилася нищівною поразкою Франції.

### Період 1864—1874рр.
Ренуар вперше пізнав смак успіху в 1864 р., коли одна з його картин пройшла суворий відбір і була виставлена на Паризькому Салоні, щорічній державній художній виставці. Проте, декілька інших картин Ренуара відбір прискіпливої комісії не пройшли. І ображений художник почав виставляти свої картини в так званому «Салоні невизнаних».

### Амбруаз Воллар і Дюран-Рюель
У 1873 познайомився з маршаном (продавцем картин) на ім'я Поль Дюран-Рюель. Багатий Дюран-Рюель замовив декілька портретів художнику і ті сподобались. Відчуваючи свою залежність від Дюран-Рюеля, Ренуар, малюючи ці портрети, зупинився на межі замаскованих компліментів і подяки художника, якому було приємна увага комерсанта. Поль Дюран-Рюель почав цікавитися творами імпресіоністів взагалі і купувати їх. Невизнання імпресіоністів у Франції його мало бентежило. Саме Дюран-Рюель розпочав продаж картин імпресіоністів за кордон, що сприяло виникненню цікавих збірок імпресіоністів у Великій Британії, США, Росії.
Потяг свої жадібні руки до картин Ренуара і маршан Амбруаз Воллар. Ренуар малював і його. Але не схильний до створення психологічно насичених портретів Ренуар не розкрив хижацьку натуру Воллара, створивши декоративні портрети на зразок «Воллар в костюмі тореадора», «Воллар в червоній хустці».

### Одруження з молодичкою у 49 років
У 1890 одружився з Аліною Шаріго, з якою познайомився десятьма роками раніше, коли та була 21-річною швачкою. У них вже був син, П'єр, що народився в 1885 році, а після весілля у них з'явилися ще двоє синів — Жан, що народився в 1894 році, і Клод (відомий як «Коко»), що народився в 1901 і став однією з найулюбленіших моделей батька. До того часу, коли остаточно склалася його родина, Ренуар досяг успіху і слави, був визнаний одним із провідних художників Франції і встиг отримати від держави звання кавалера Почесного легіону.

### Хвороба Ренуара
Близько 1892 почав хворіти на ревматичний артрит. У 1907 р. він переїхав у тепліший клімат до містечка Кань-сюр-Мер, ближче до середземноморського узбережжя.
Особисте щастя і професійний успіх Ренуара були затьмарені його хворобою. Після нападу паралічу, що стався в 1912 році, Ренуар був прикутий до інвалідного крісла, однак продовжував писати: доглядальниця вкладала пензля йому між пальців.
В останні роки життя Ренуар здобув славу і загальне визнання. В 1917 р., коли його «Парасольки» були виставлені у Лондонській Національній галереї, сотні британських художників і просто прихильників живопису надіслали йому вітання, в якому йшлося: «З того моменту, як ваша картина була вивішена в одному ряду з роботами старих майстрів, ми відчули радість від того, що наш сучасник посів належне йому місце в європейському живопису». Картина Ренуара виставлялася також у Луврі, і в серпні 1919 року художник в останній раз відвідав Париж, щоб поглянути на неї.
Третього грудня 1919 року П'єр Огюст Ренуар помер в містечку Кань-сюр-Мер від запалення легенів у віці 78 років. Похований у Ессуа.

## Вшанування
На честь Ренуара названо:
- кратер на Меркурії.
- 6677 Ренуар — астероїд[20].

## Перелік деяких портретів пензля Ренуара

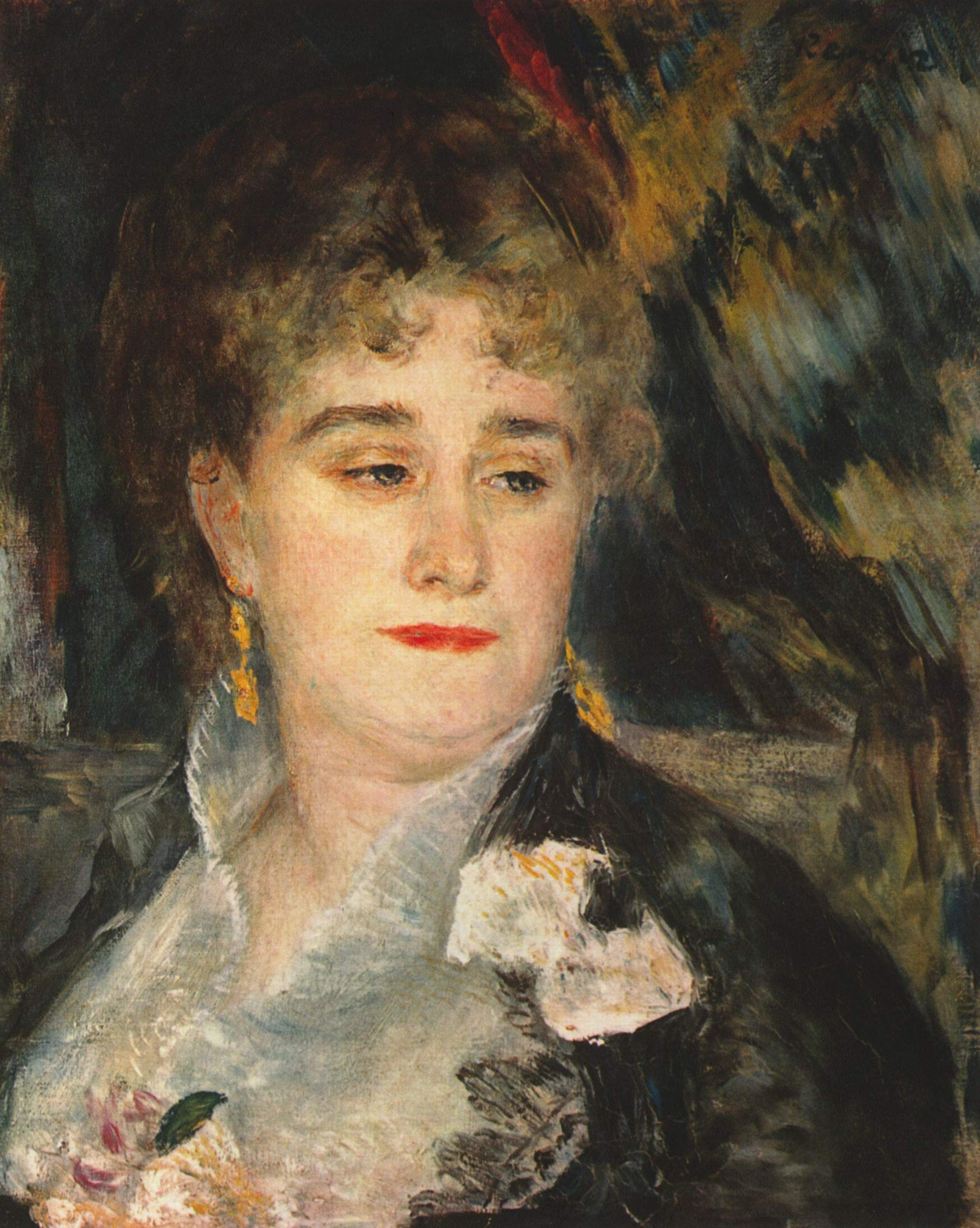
Портрет мадам Шарпантьє, 1877, Музей д'Орсе, Париж

- Ліза (картина Ренуара), 1867, (Ліза з парасолькою), музей Фолькванг, Німеччина
- Влітку (картина Ренуара), 1868, Берлін
- «Пані Моне з книжкою», 1872, Вільямстоун
- «Шарль Ле Клер», 1874, Музей д'Орсе
- «Мадам Жорж Гартман», 1874, Музей д'Орсе
- «Портрет мадам Шарпантьє», 1877, Музей д'Орсе, Париж
- «Портрет мадам Шарпантьє з дітьми», 1878, Метрополітен-музей.
- Портрет акторки Жанни Самарі у повний зріст, 1878, Ермітаж
- «Дівчина з віялом», 1881, Ермітаж
- «Шарль і Жорж Дюран-Рюелі», 1882, Париж, приватна збірка.
- «Родина художника», 1896, Фонд Барнса, США

## Вибрані твори

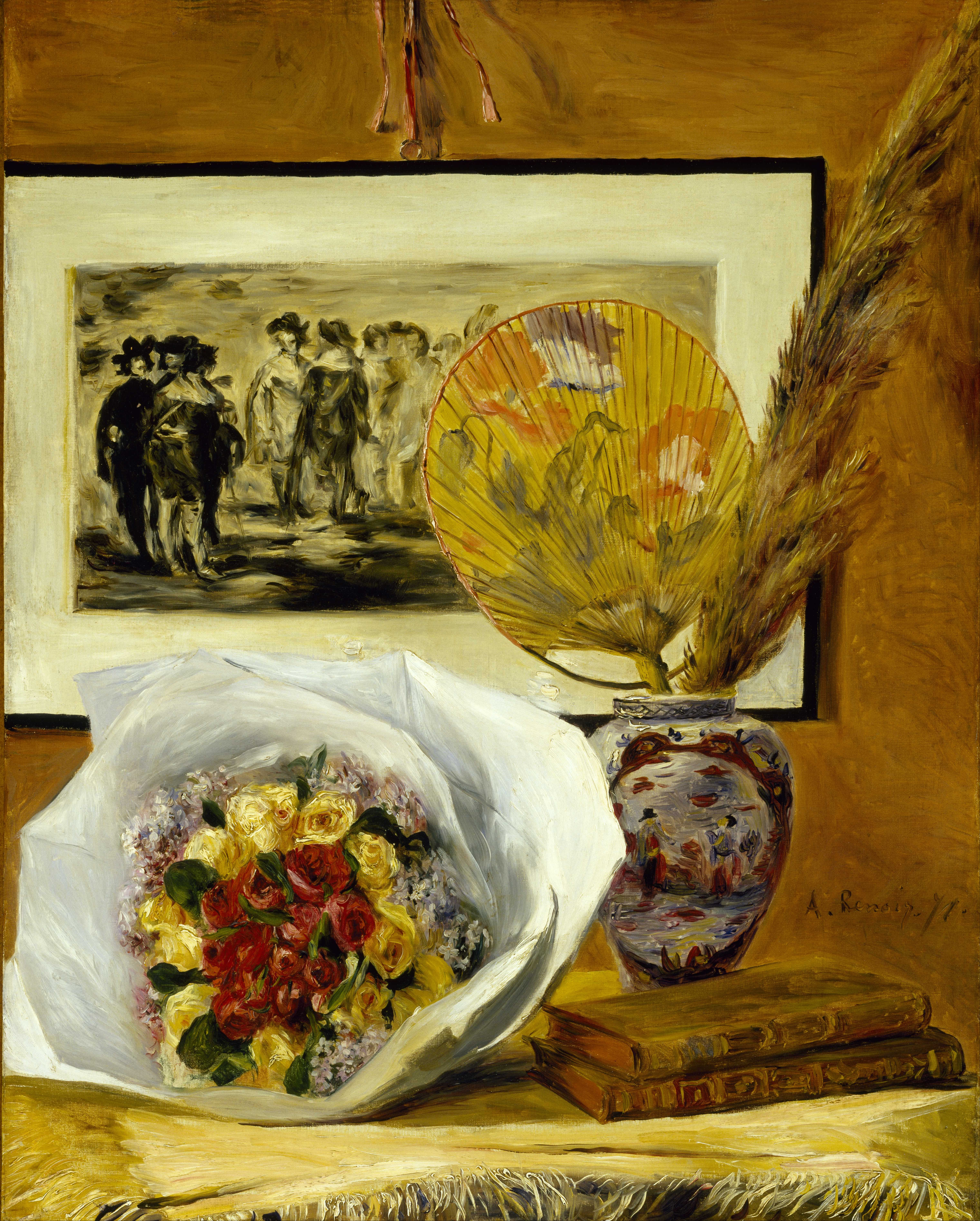
«Натюрморт з букетом і книгами», (1871). Х'юстон

- «Повернення після прогулянки морем», 1862.
- «Сіслей з дружиною», 1867, Музей Вальраф-Ріхартс, Кельн
- «Жаб'ятник», 1869, Національний музей Швеції, Стокгольм
- «Клод Моне малює сад», 1873, Ведсворт Атенеум
- «В театральній ложі», 1874, Інститут Курто, Лондон
- «Парасольки», 1881, Національна галерея (Лондон)
- «Читачка»
- «Автопортрет» (на червоному тлі), 1910,
- «Гондола»

### Франція
- «Стежка в високій траві», 1873, Музей д'Орсе, Париж
- «Оголена в сонячному освітленні», 1875, Музей д'Орсе, Париж
- «Танці у Мулен де ла Галетт», 1876, музей д'Орсе, Париж
- «Гойдалка», 1876, Музей д'Орсе, Париж
- «Бал в Мулен де ла Галетт», 1876, Музей д'Орсе, Париж
- «Мадам Шарпантьє», 1877, ескіз до великого портрета з дітьми, Музей д'Орсе, Париж
- «Танок у селі», 1883, Музей д'Орсе, Париж
- «Танок у місті», 1883, Музей д'Орсе, Париж
- «Дівчата за піаніно», 1892, Музей д'Орсе, Париж
- «Габріель Ренар із сином-немовлям Жаном», 1895, Музей Оранжері, Париж
- «Син П'єр Ренуар в костюмі блазня», 1909, Музей Оранжері, Париж
- «Габріель» (в розстебнутій блузі), 1911, Музей д'Орсе, Париж
- «Дві оголені», 1919, Музей д'Орсе, Париж

### США
- «Пон-Неф», 1872, Національна галерея мистецтв, Вашингтон, США
- «Цирк Фернандо» (дві малі акробатки), 1879, Художній інститут Чикаго, США
- «Біля озера», 1880, Художній інститут Чикаго, США
- «Танок у Буживалі», (182 × 98 см), 1883, Бостонський музей образотворчих мистецтв, США
- «Танок у Буживалі», (88 × 47,4 см), 1883, приватн. збірка, США
- «Купання жінок», 1887, Музей мистецтв Філадельфії, США
- «Дві дівчини за піаніно», 1891, Музей мистецтв, Джослін, Омаха, США
- «Портрет родини художника», 1896, Фонд Барнса, Меріон, США
- «Автопортрет» (профіль на зеленуватому тлі), Філадельфія, США

### Росія
- «Жаб'ятник», 1869, Музей образотворчих мистецтв імені Пушкіна, Москва
- «В садку під деревами», 1875, Музей образотворчих мистецтв імені Пушкіна, Москва
- «Малюк з батогом», 1875, Ермітаж, Санкт-Петербург
- «Оголена», 1876, Музей образотворчих мистецтв імені Пушкіна, Москва
- «Пані в чорній сукні», 1876, Ермітаж, Санкт-Петербург
- «Жіноча голівка», 1876, Ермітаж, Санкт-Петербург
- «Актриса Жана Самарі» (на повний зріст), 1878, Ермітаж, Санкт-Петербург
- «Дівчата в чорному», 1881, Музей образотворчих мистецтв імені Пушкіна, Москва
- «Пан с цигаркою на східцях», Ермітаж, Санкт-Петербург
- «Пані з віялом на східцях», Ермітаж, Санкт-Петербург
- «Троянди в керамічній вазі», Ермітаж, Санкт-Петербург
- «Дівчинка в капелюшку», Ермітаж, Санкт-Петербург
- «Пані в капелюшку з квітами», Ермітаж, Санкт-Петербург
- «Натюрморт з яблуками і квітами», Ермітаж, Санкт-Петербург

## Галерея

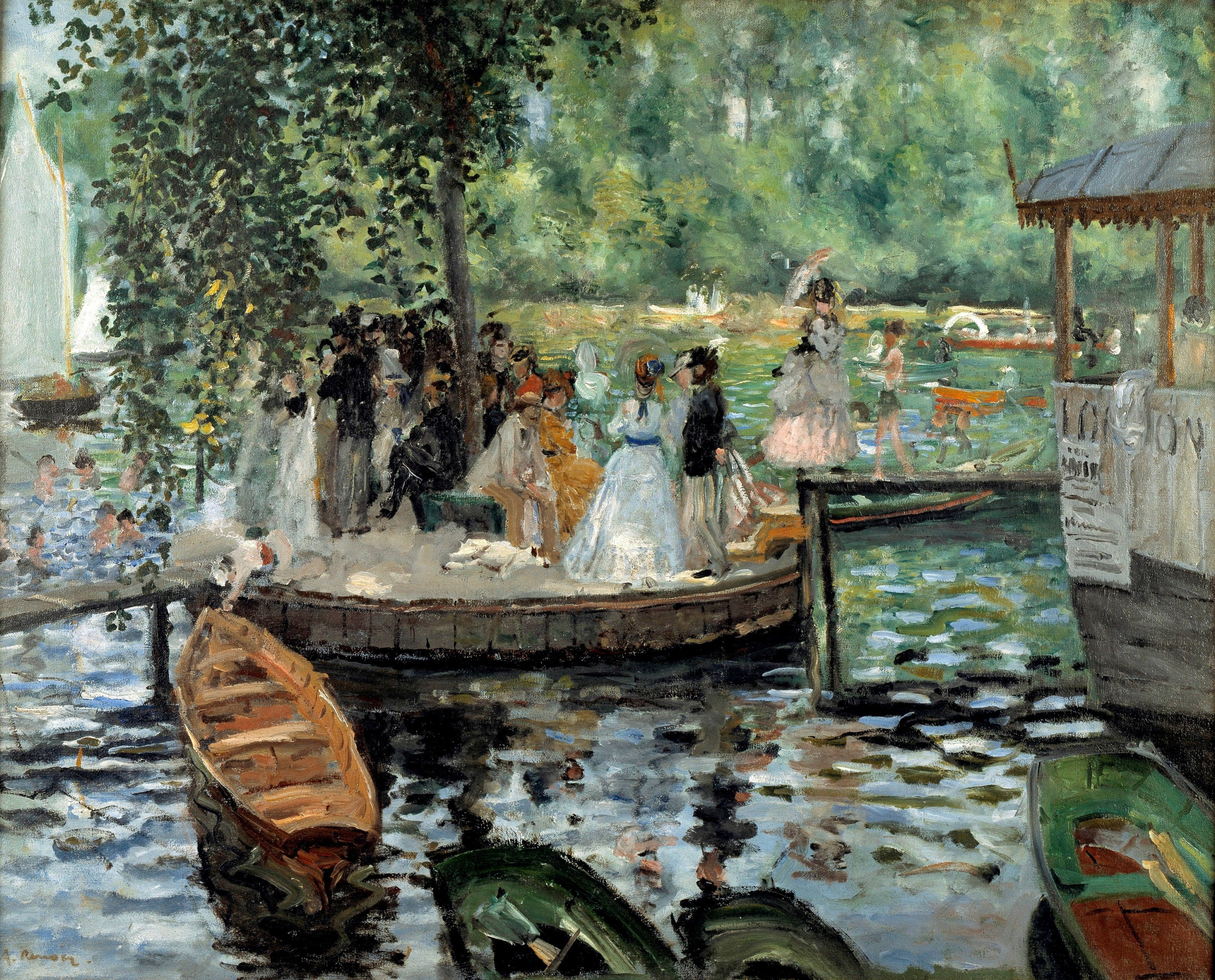
«Жаб'ятник» (1868)
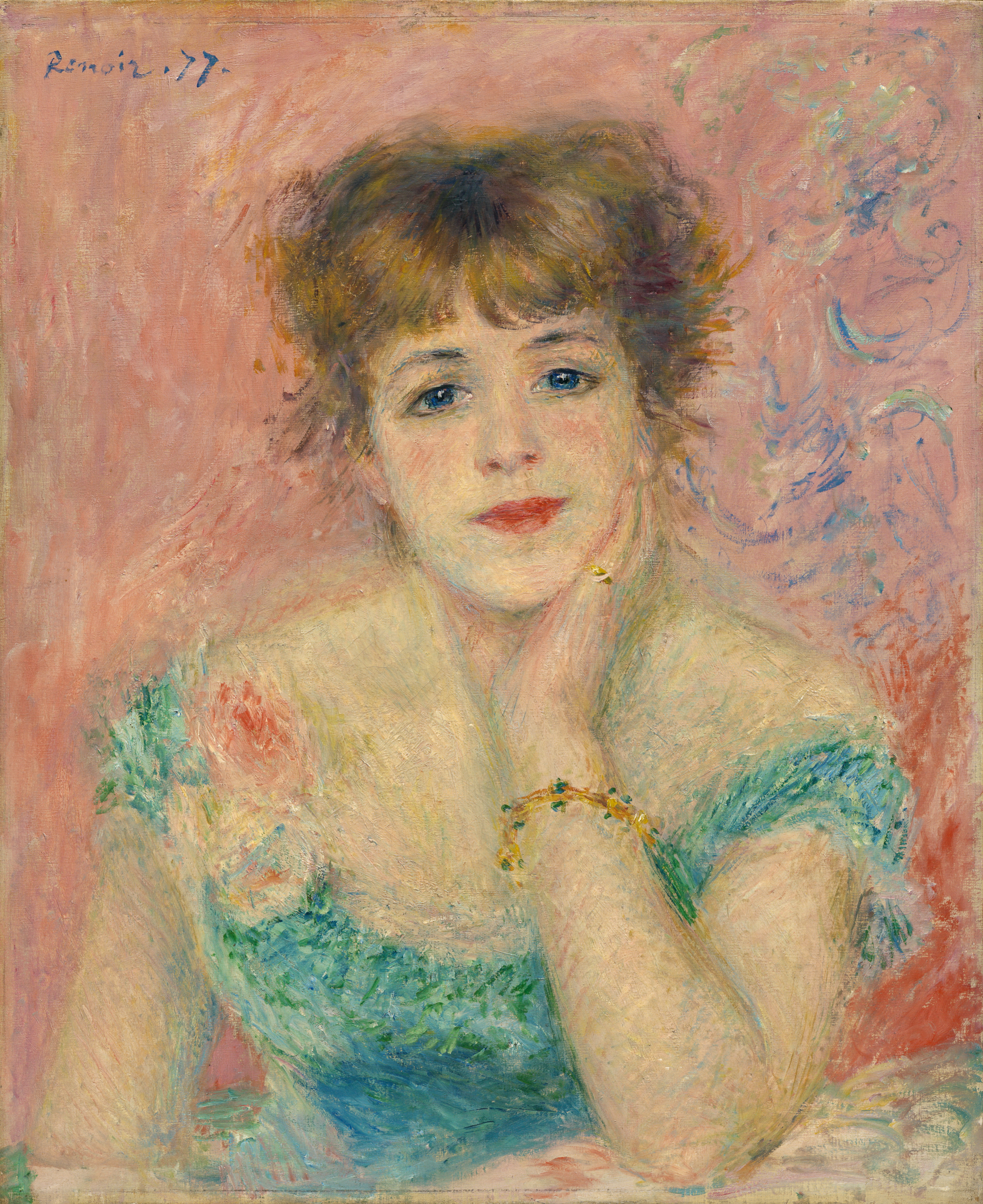
«Портрет актриси Жанни Самарі» (1877)
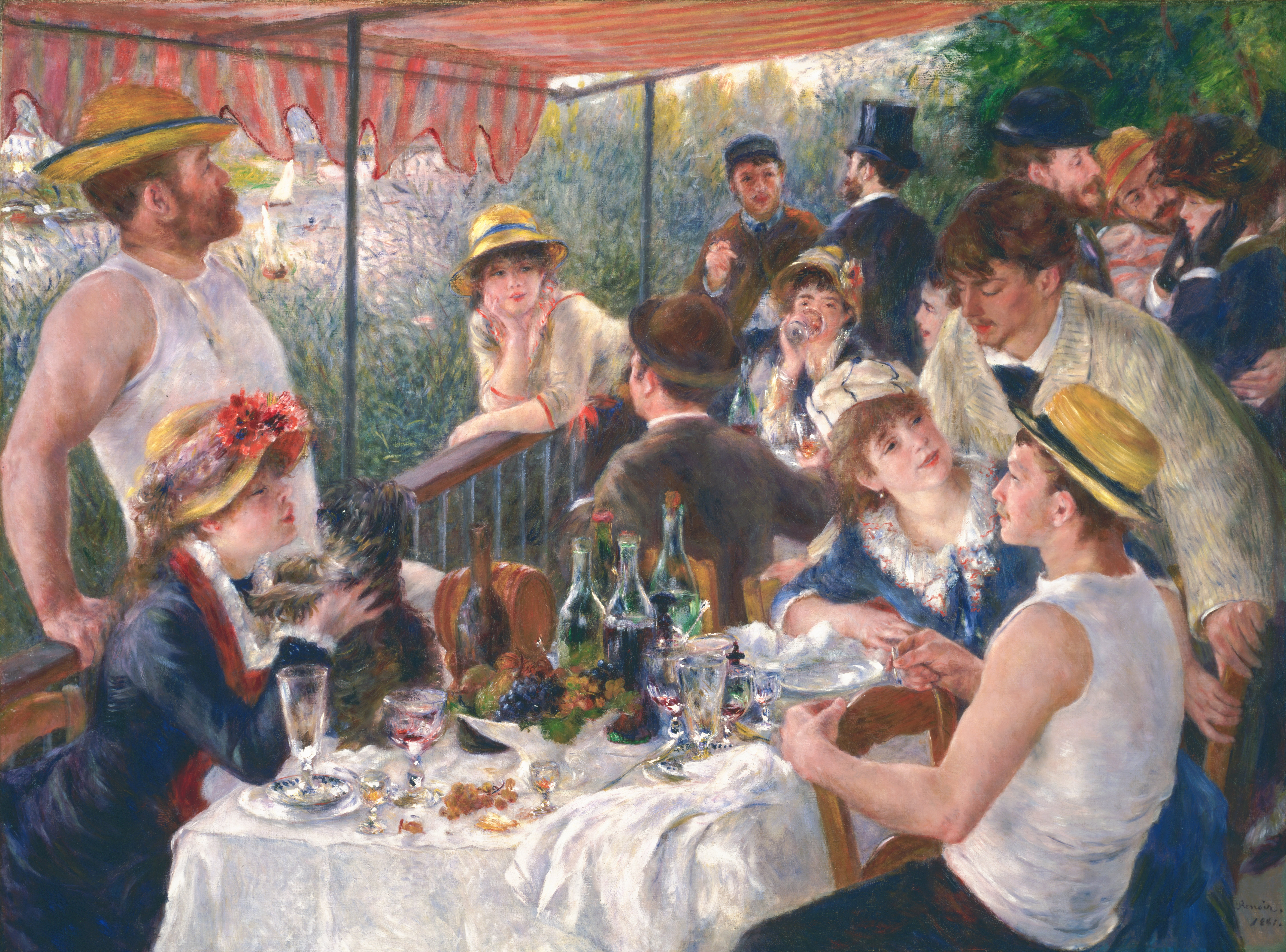
«Сніданок веслярів (у солом'яних брилях)» (1880-1881)
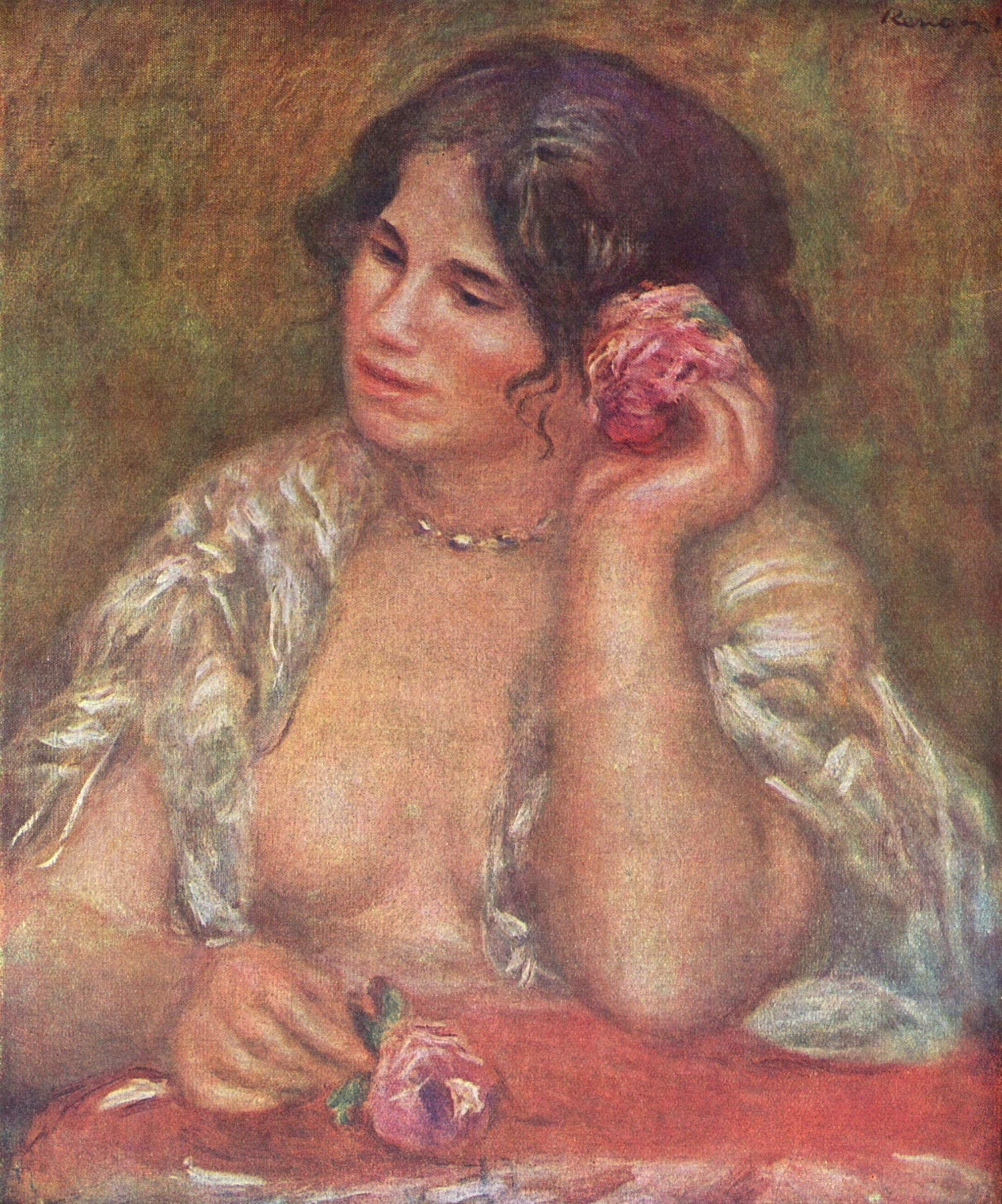
«Пані Габріель з трояндами» (1911)
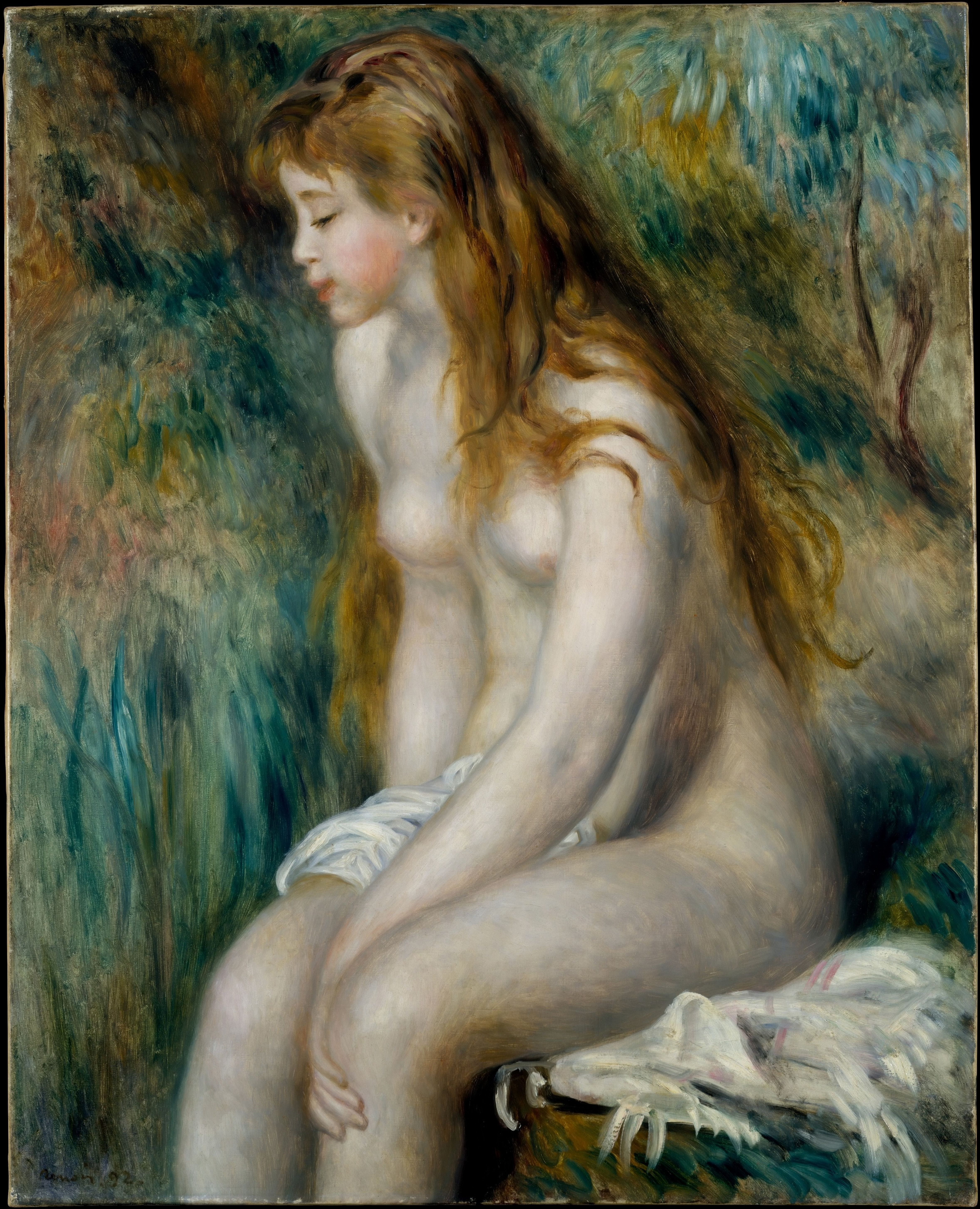
«Купальниця» (1892)
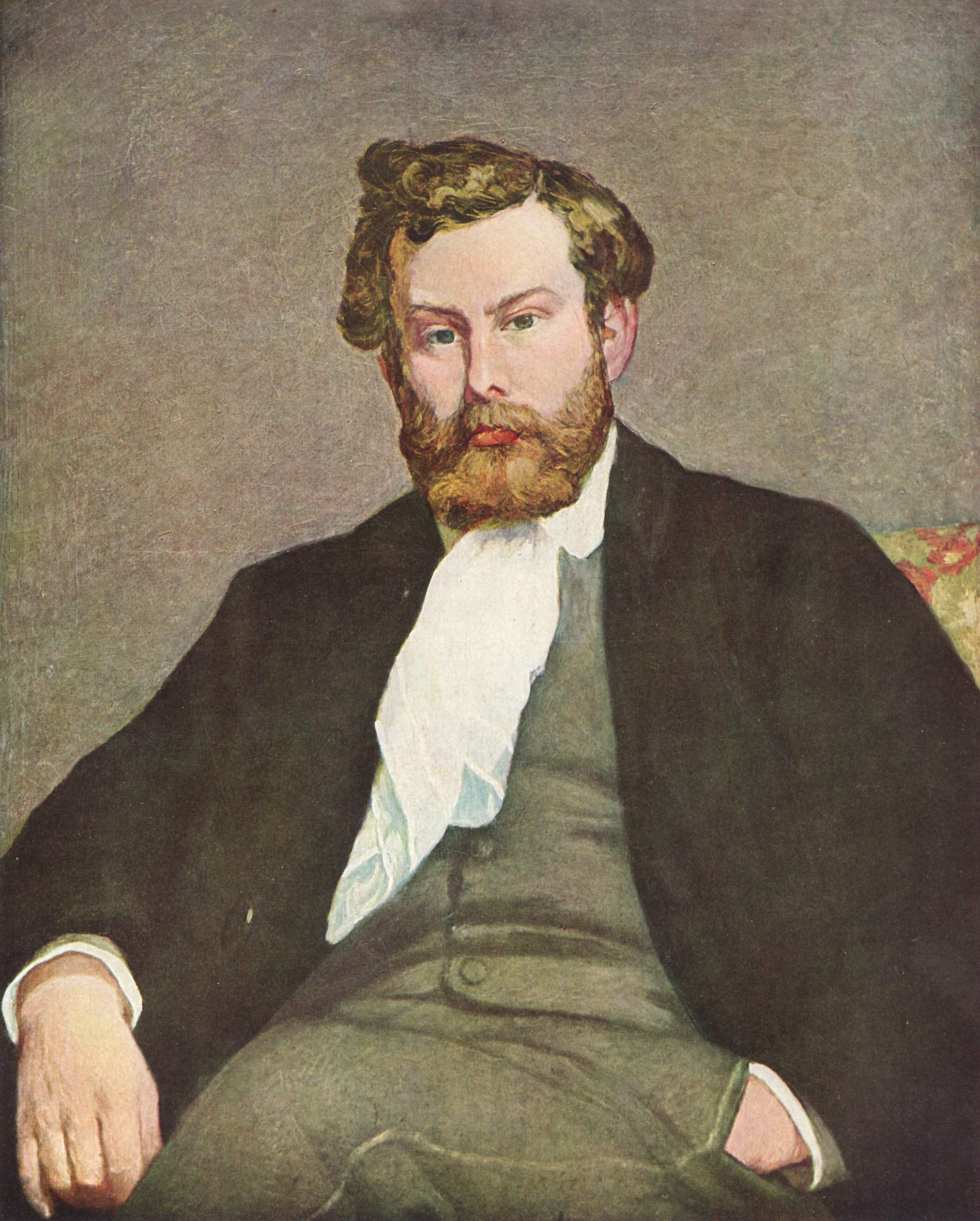
«Портрет художника Альфреда Сіслея» (1868)
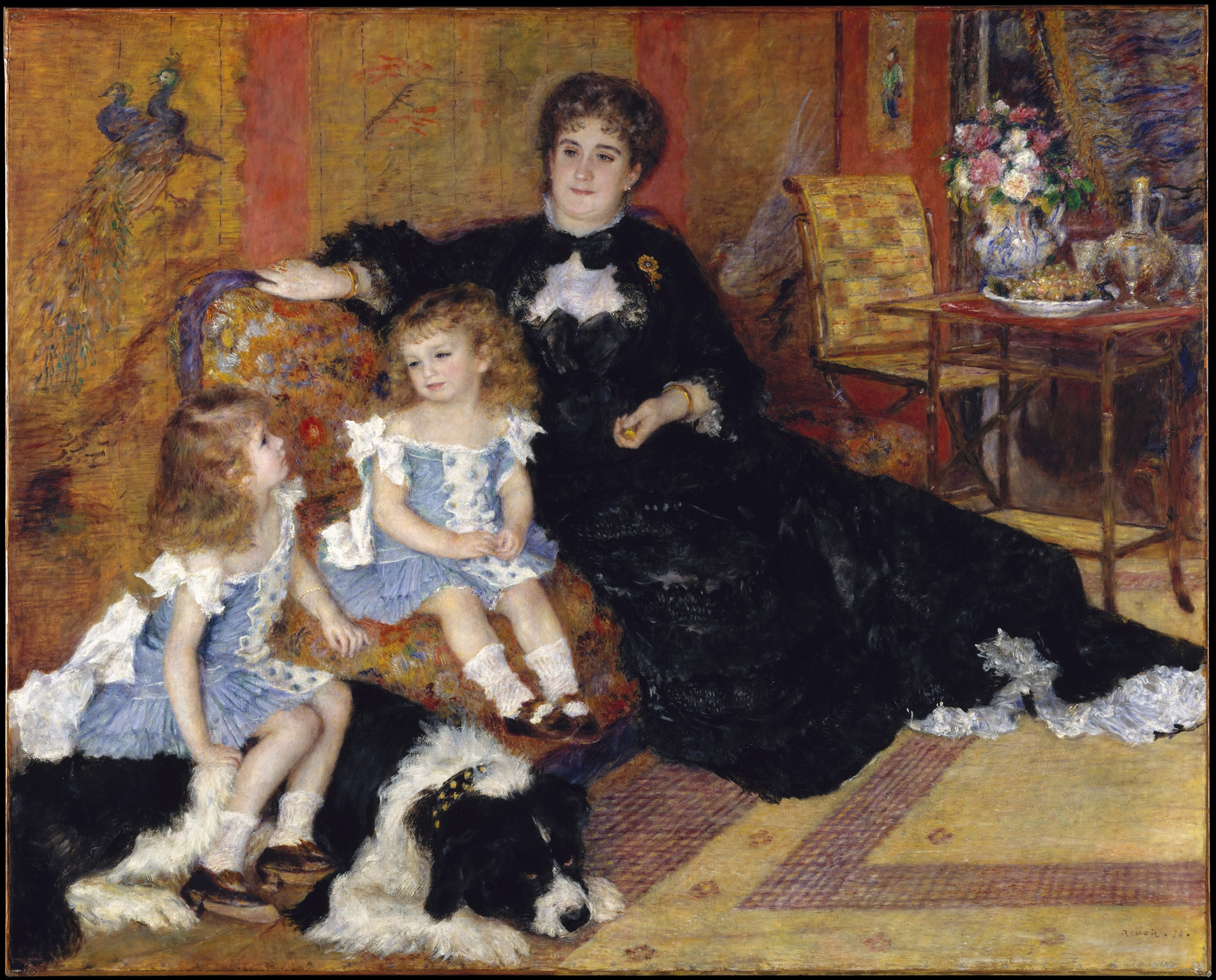
«Портрет мадам Шарпаньтє з дітьми» (1878)
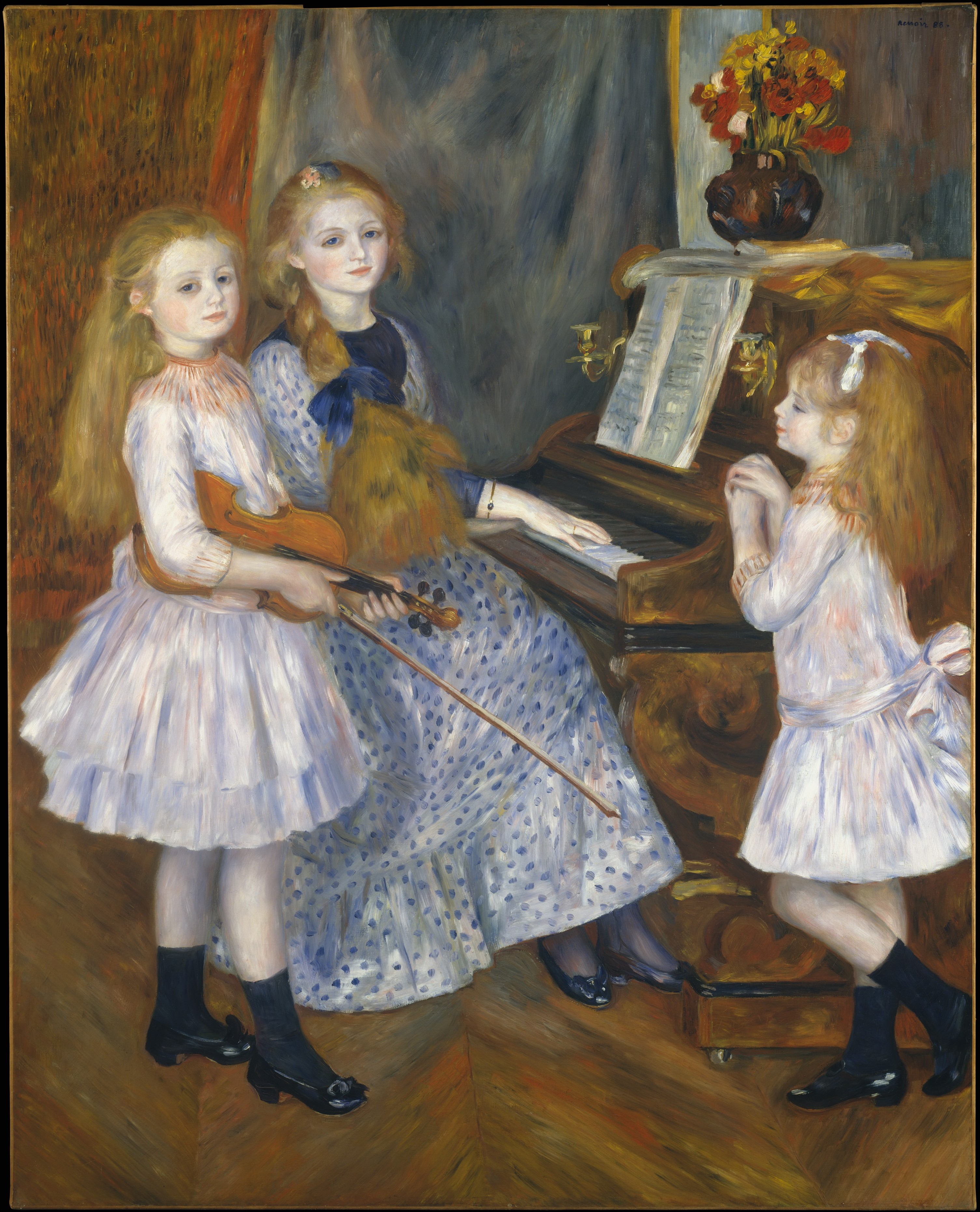
«Доньки Катюля Мендеса» (1888), Музей Метрополітен (США)

## Парадний портрет роботи Ренуара

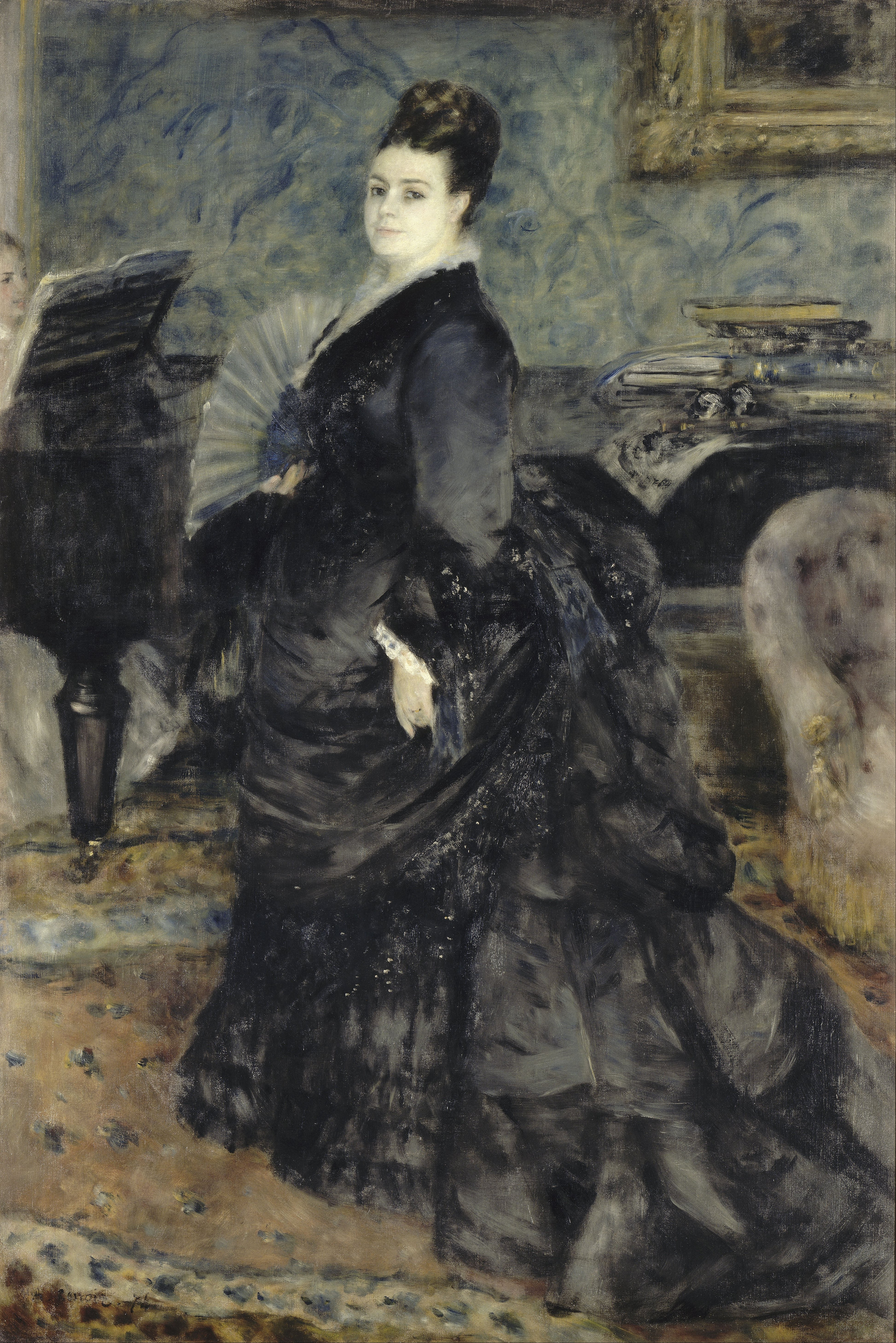
«Мадам Жорж Гартман», (1874), Музей д'Орсе
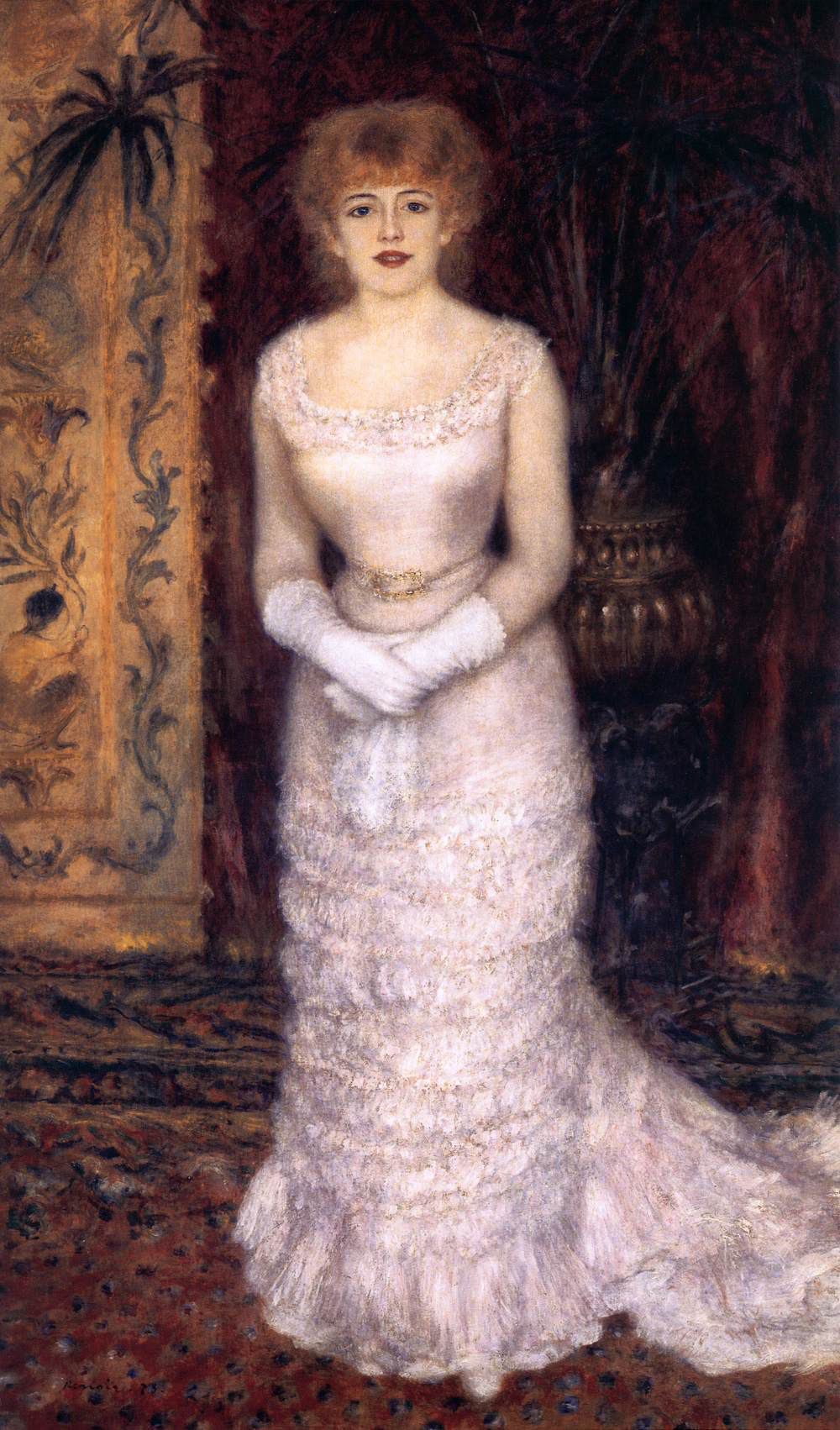
«Портрет акторки Жанни Самарі у повний зріст», (1878), Ермітаж, Санкт-Петербург
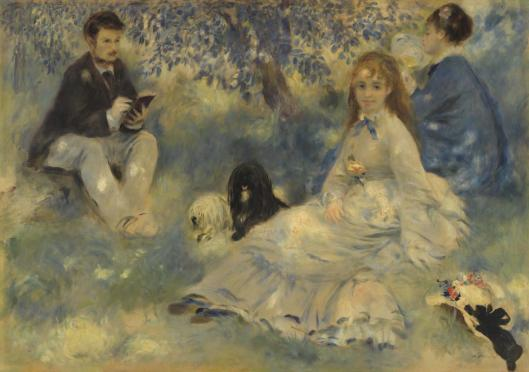
«Родина Енріо́», (1875), Фонд Барнса, Університет Лінкольн, Меріон, США
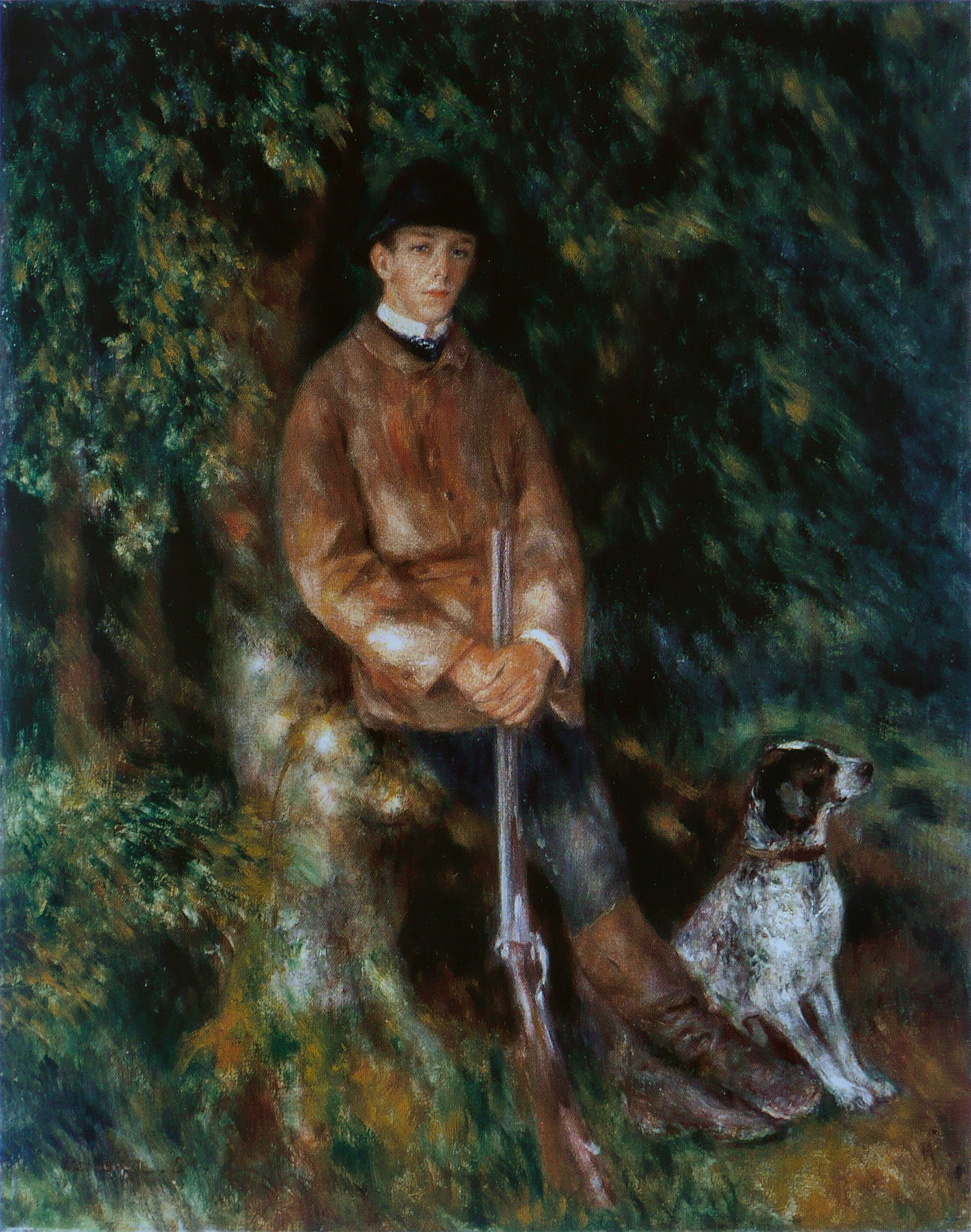
«Альфред Берар в мисливському вбранні з собакою», (1881), Музей мистецтв Філадельфії, США

## Побутовий жанр у Ренуара

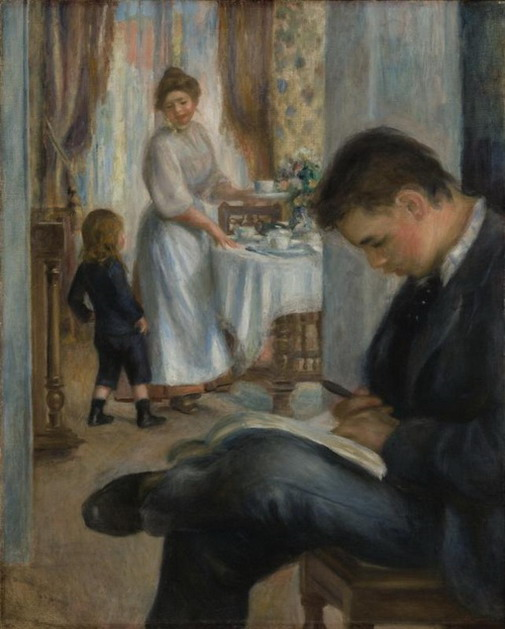
«Обідня пора у Берневалі», 1898
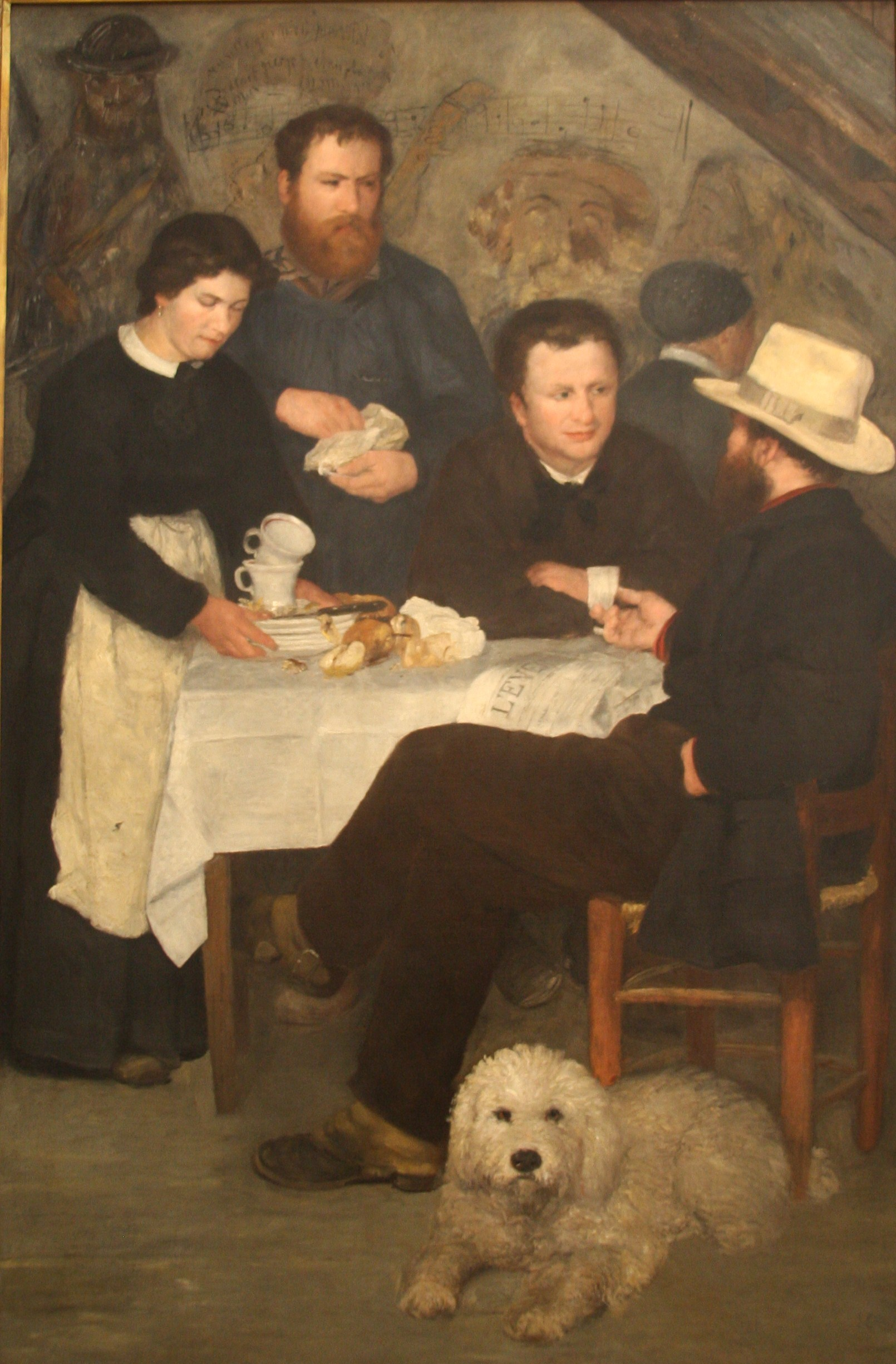
«В корчмі», 1866, Національний музей Стокгольм
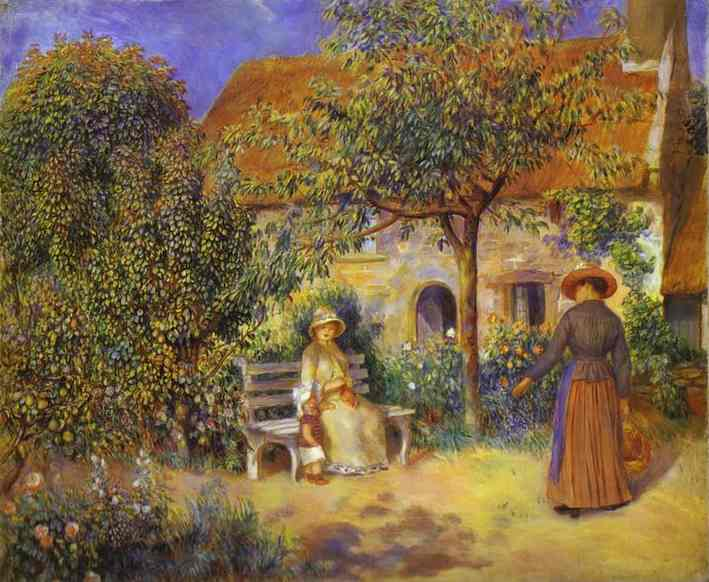
«Садок в Бретані», 1886, Фонд Барнса, Університет Лінкольн, Меріон, США
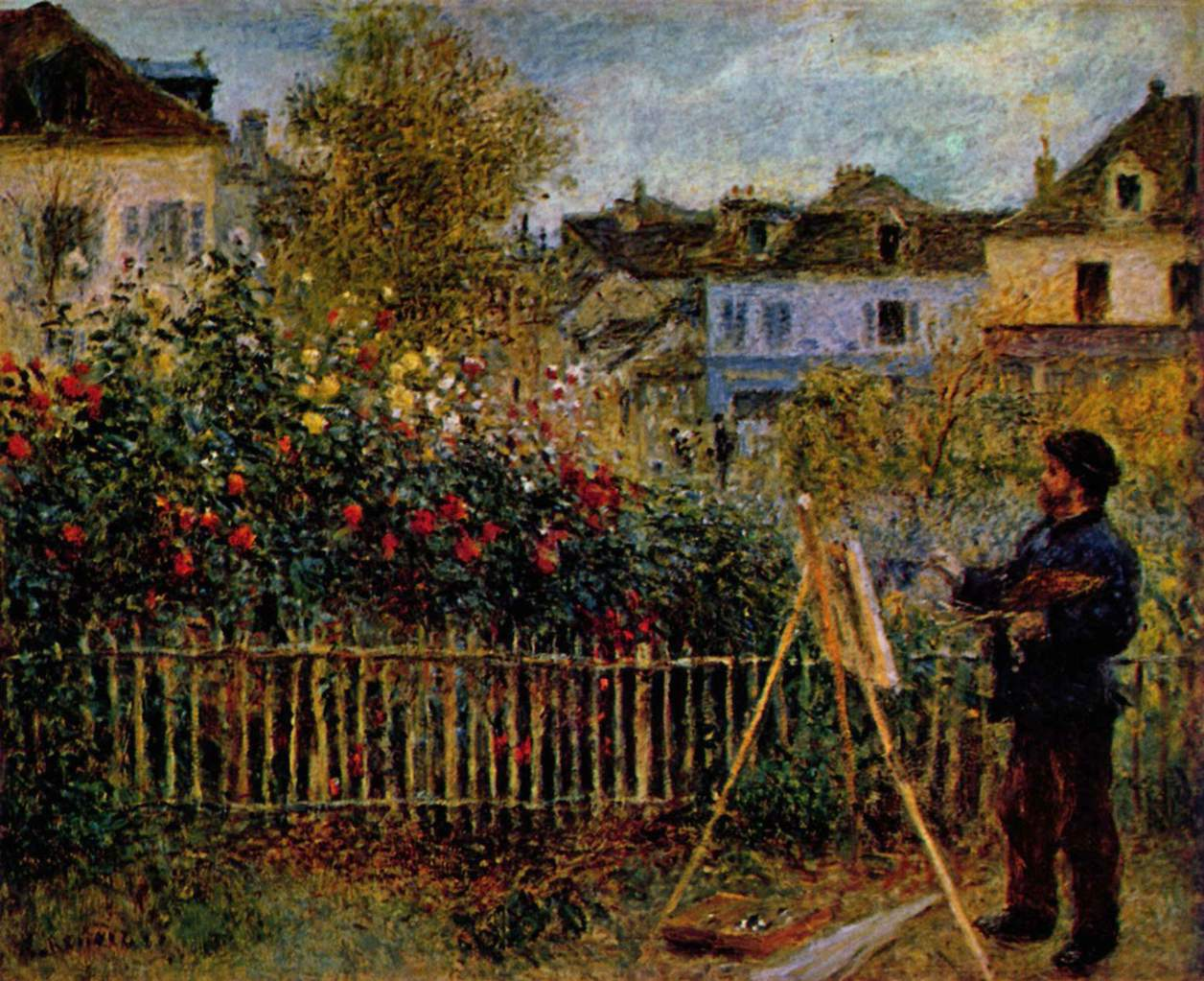
«Клод Моне малює сад», 1873
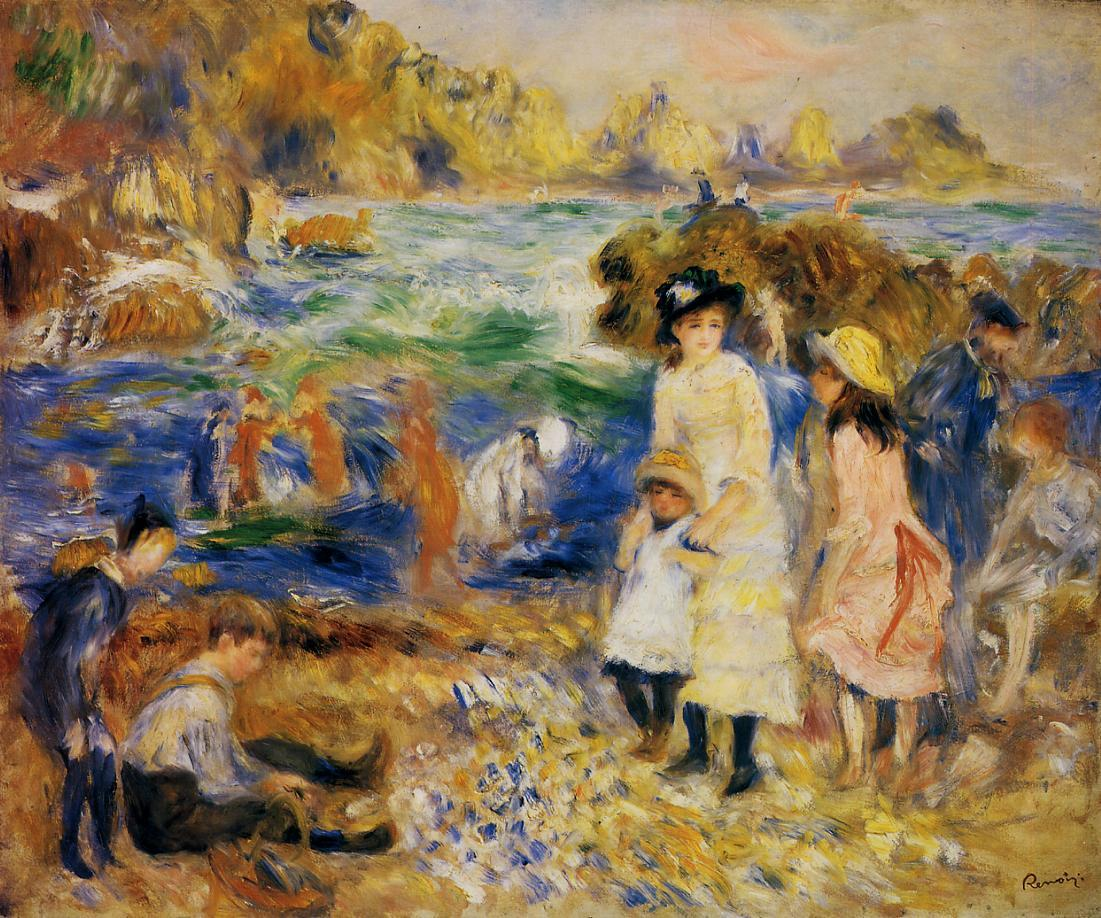
«Діти на узбережжі в Гернсі», 1883, Фонд Барнса, Університет Лінкольн, Меріон, США
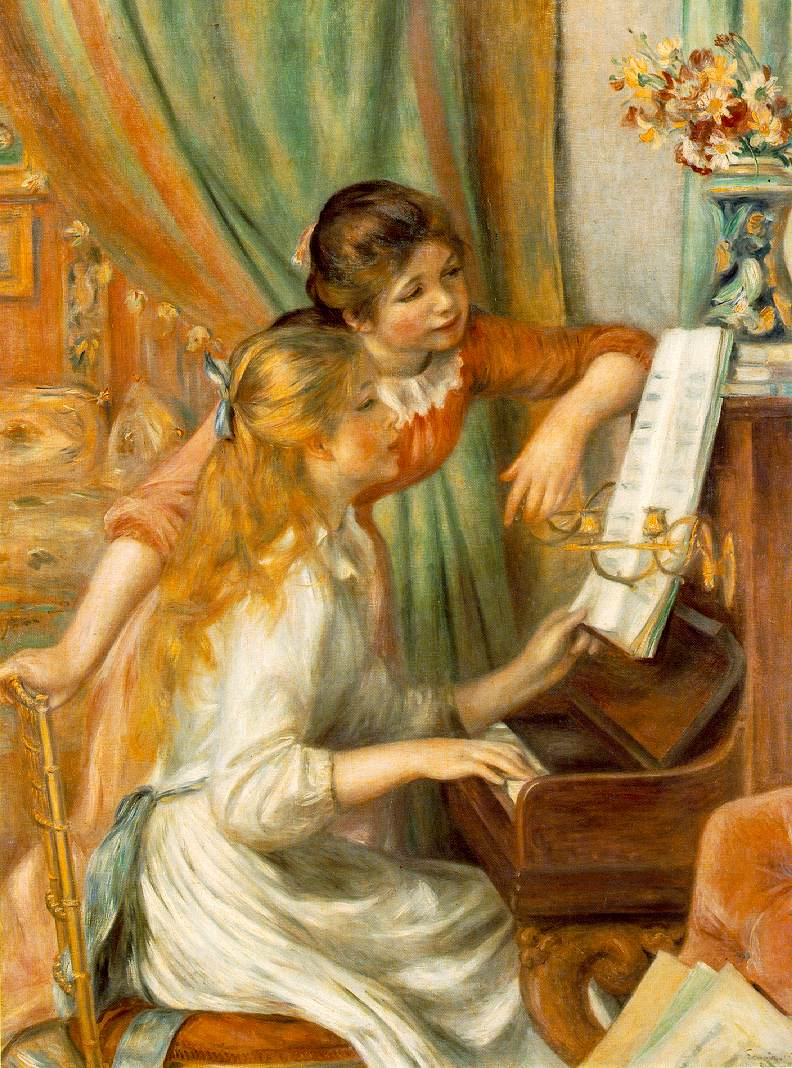
Дівчата біля піаніно, 1892
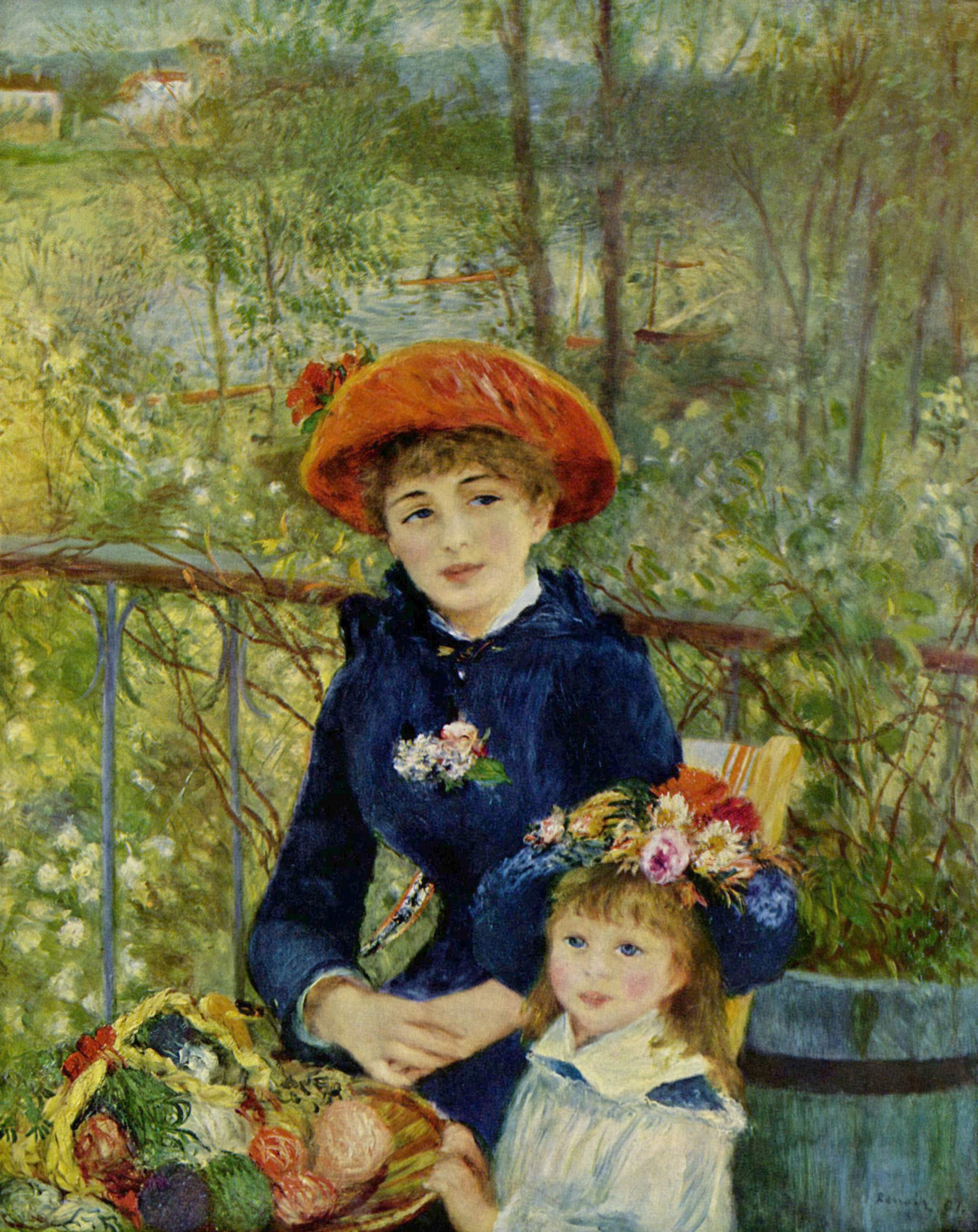
«На терасі», 1881
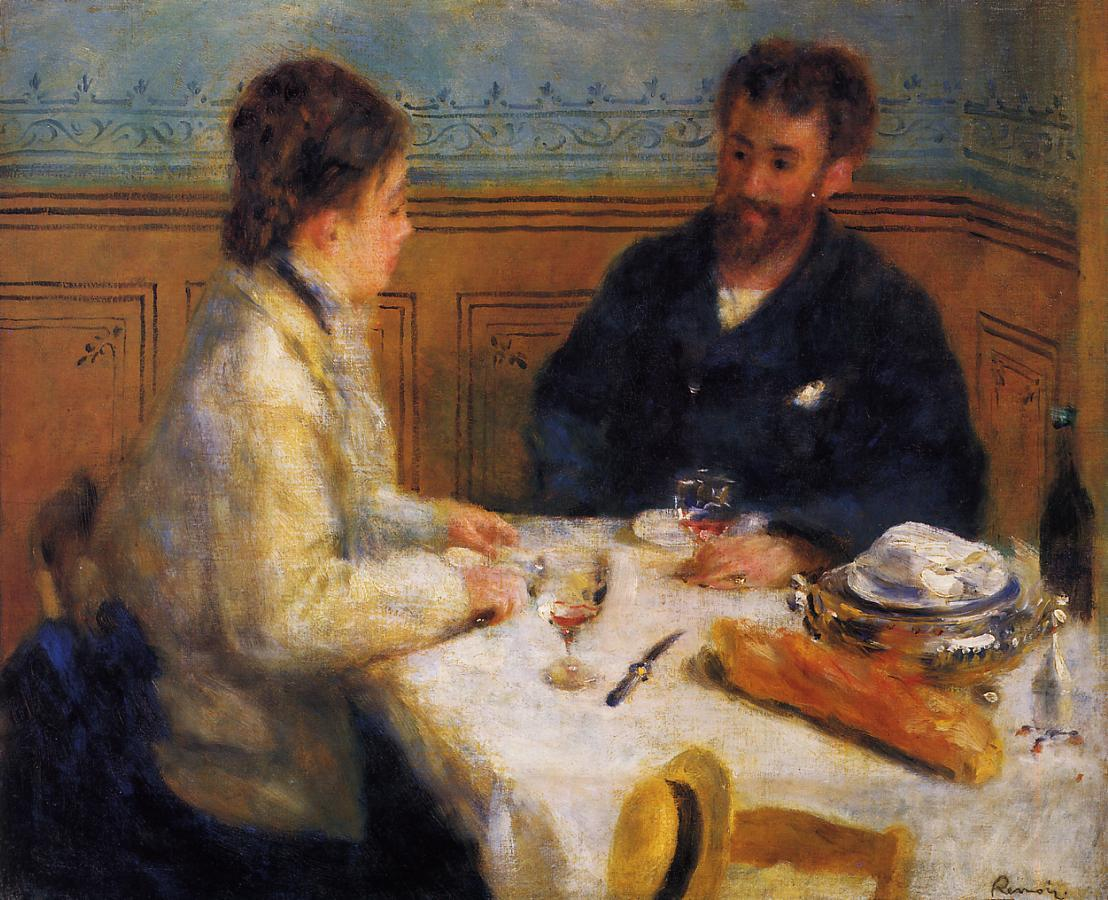
«Обід», 1879, Фонд Барнса, Університет Лінкольн, Меріон, США
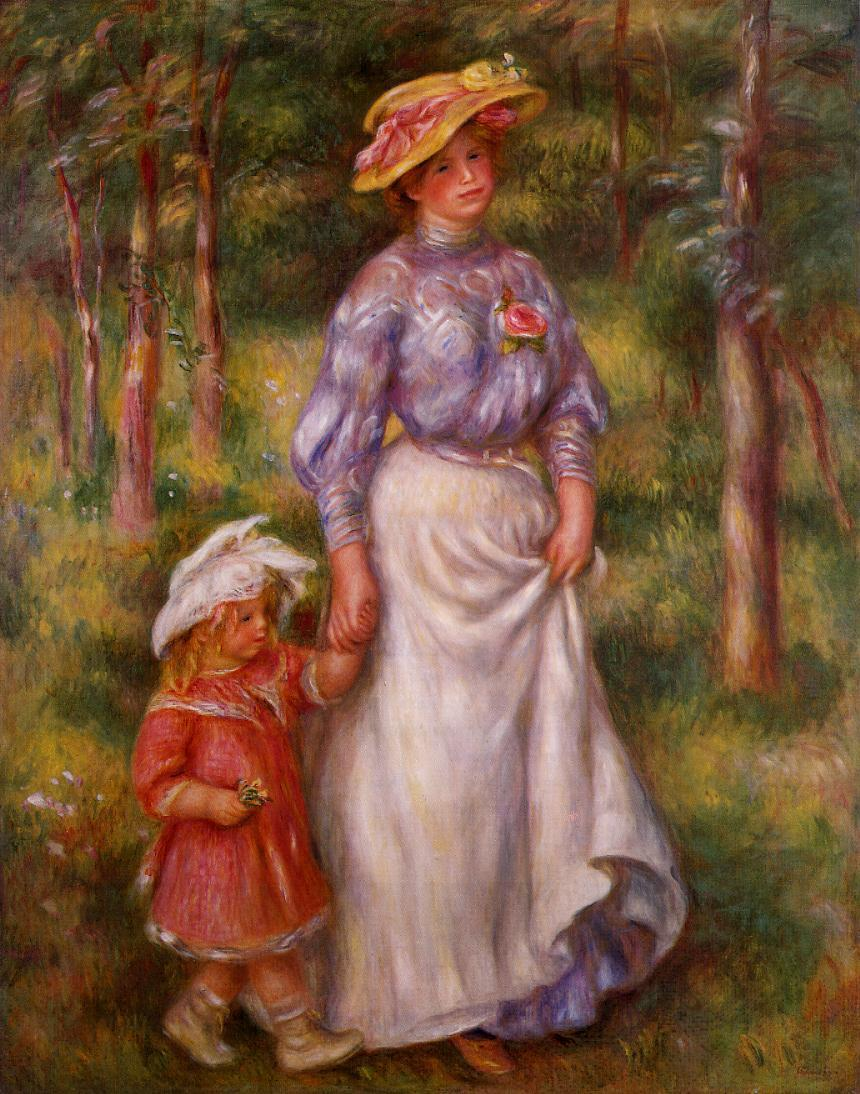
«Прогулянка», 1906, Фонд Барнса, Університет Лінкольн, Меріон, США
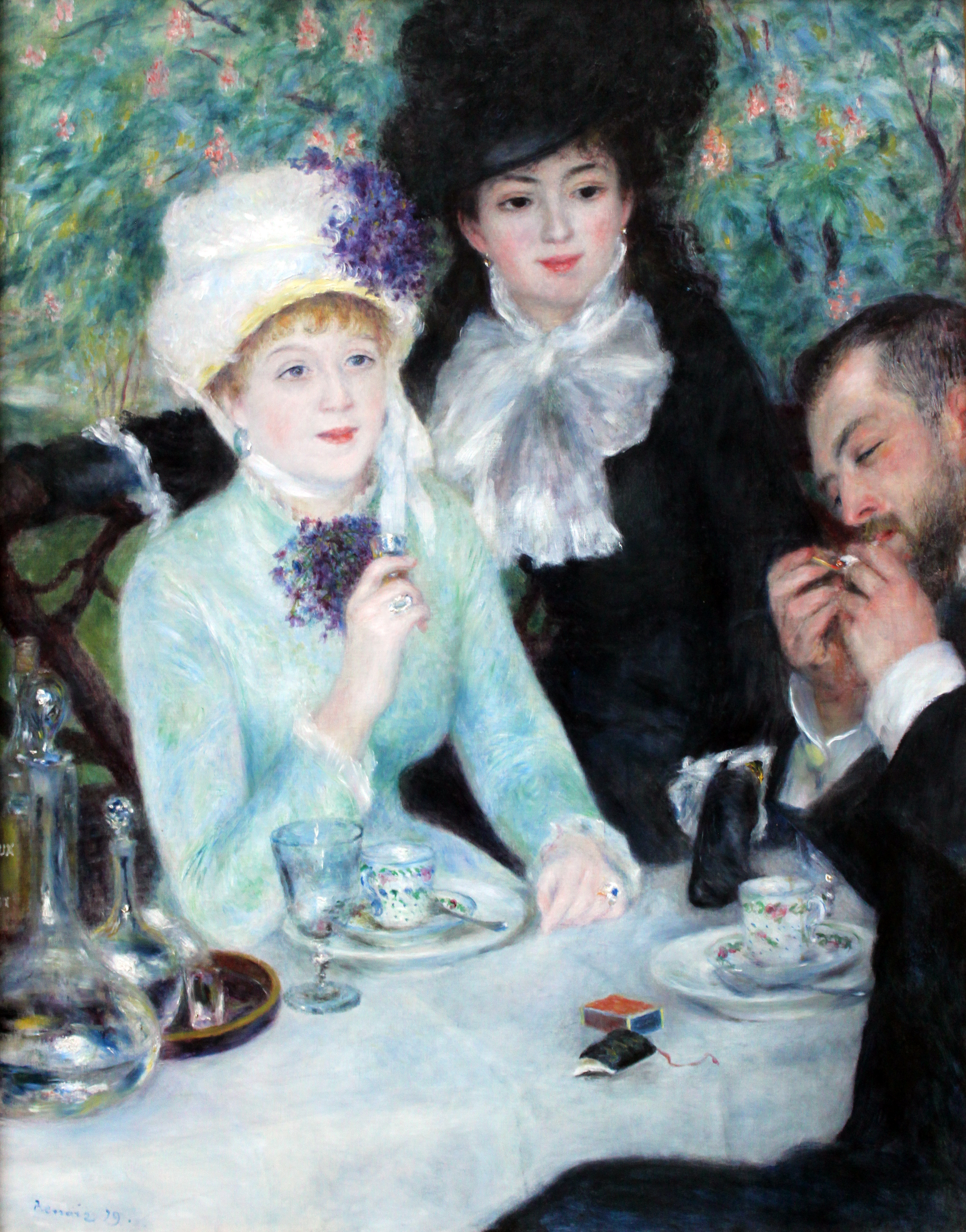
«Після обіду», (1879), Штеделівський художній інститут

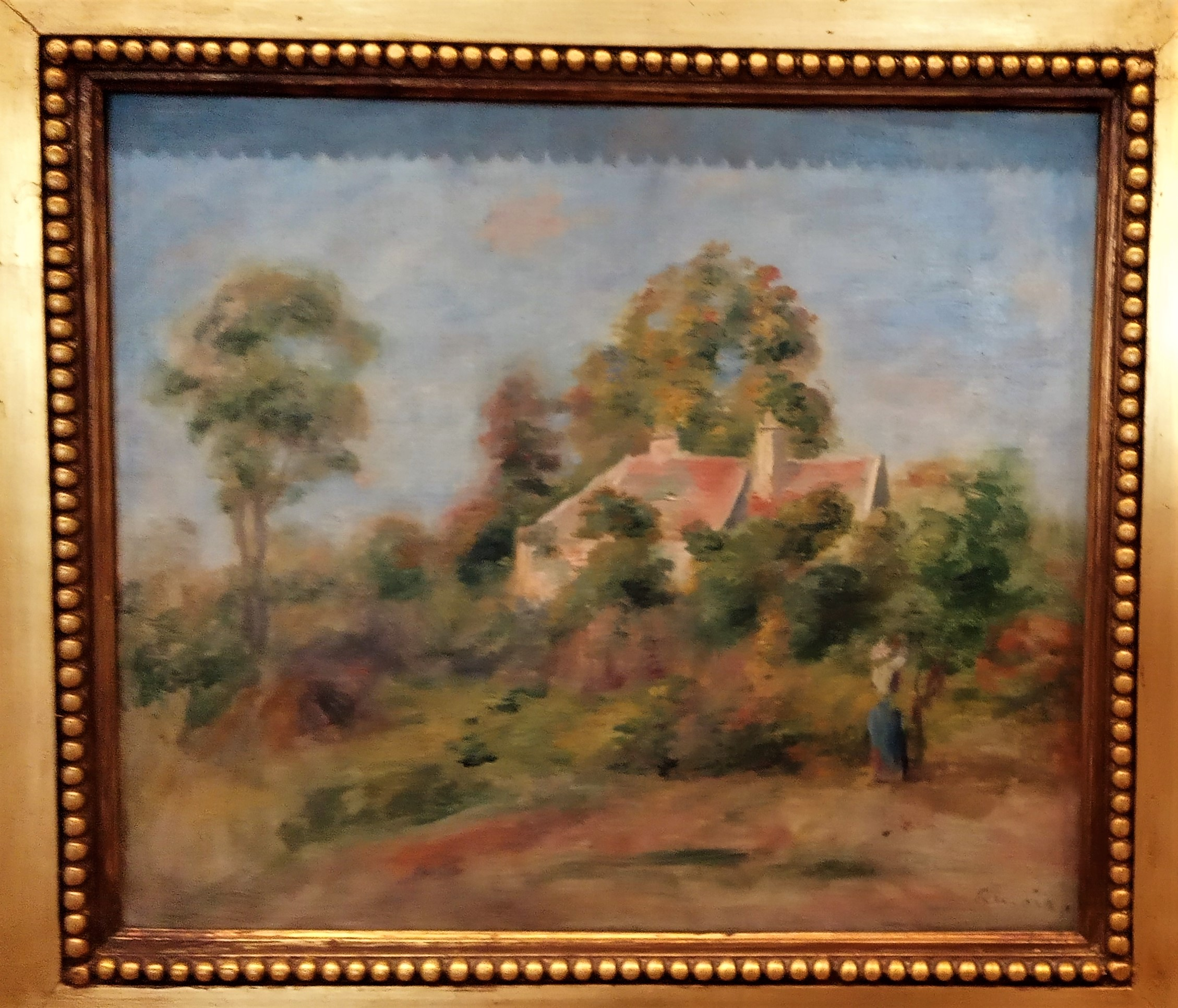
Краєвид з будинком. (Бухарест, Галерея європейського мистецтва)